# Малый Парюг
Малый Парюг — река в Костромской области России. Устье реки находится в 106 км по левому берегу реки Вохмы. Длина реки составляет 55 км, площадь водосборного бассейна — 285 км².
Исток реки в лесах близ границы с Кировской областью в 36 км к северу от Боговарова. Первые километры течёт по Октябрьскому району, остальное течение проходит по Вохомскому району. Река многократно меняет направление течения, русло крайне извилистое. Крупнейшие притоки: Чёрная, Кнейка (левые); Чащевая (правый). В среднем течении на берегу реки — посёлок Заставский, близ устья — деревня Малый Парюг.

## Данные водного реестра
По данным государственного водного реестра России относится к Верхневолжскому бассейновому округу, водохозяйственный участок реки — Ветлуга от истока до города Ветлуга, речной подбассейн реки — Волга от впадения Оки до Куйбышевского водохранилища (без бассейна Суры). Речной бассейн реки — (Верхняя) Волга до Куйбышевского водохранилища (без бассейна Оки).
Код объекта в государственном водном реестре — 08010400112110000041103.